# Smittium compactum
Smittium compactum är en svampart som beskrevs av Lichtw. & M.C. Williams 1992. Smittium compactum ingår i släktet Smittium och familjen Legeriomycetaceae.   Inga underarter finns listade i Catalogue of Life.